# الد مونرو (میزوری)
الد مونرو (به انگلیسی: Old Monroe) یک شهر در ایالات متحده آمریکا است که در شهرستان لینکلن، میزوری واقع شده‌است. الد مونرو ۰٫۶۷ کیلومتر مربع مساحت و ۲۶۵ نفر جمعیت دارد و ۱۳۴ متر بالاتر از سطح دریا واقع شده‌است.